# Туркменська абетка
Туркменська абетка (туркм. Türkmen elipbiýi) — алфавіт туркменської мови, що використовується в Туркменістані, частина зарубіжної діаспори використовує арабський алфавіт перського стилю.

До 1927 року туркменська мова користувалася арабським алфавітом, потім було здійснено перехід на латинський. З 1940 року для запису туркменської мови використовувався алфавіт на основі кирилиці, а зі здобуттям незалежності у 1991 році було знову зроблено перехід на латинський алфавіт, який тривав декілька років, в 1993 році президент Сапармурат Ніязов запропонував латинський алфавіт з використанням таких незвичних символів, як знак фунта(£), долара ($), єни (¥), центу(¢), але потім ці символи були замінені на звичніші. Декілька років після здобуття незалежності діти в школі вивчали і кирилічний, і латинський алфавіти, допоки відбувся повний перехід на латинський. 

## Алфавіт
Кирилична абетка, що використовувалася в 20 столітті: 

Аа, Бб, Вв, Гг, Дд, Ее, Ёё, Жж, Җҗ, Зз, Ии, Йй, Кк, Лл, Мм, Нн, Ңң, Оо, Өө, Пп, Рр, Сс, Тт, Уу, Үү, Фф, Хх, (Цц), Чч, Шш, (Щщ), (Ъъ), Ыы, (Ьь), Ээ, Әә, Юю, Яя
Написання сучасного туркменського алфавіту (друковані літери) 

| A B Ç D E Ä F G H I J Ž K L M N Ň O Ö P R S Ş T U Ü W Y Ý Z |
| a b ç d e ä f g h i j ž k l m n ň o ö p r s ş t u ü w y ý z |

a, e, ä, y, i, o, ö, u, ü є голосними літерами, інші — приголосні.

## Таблиця відповідностей алфавітів
| латиниця | кирилиця | IPA       | латиниця 1993 | латиниця 1992—1993 | латиниця 1927—1940 | арабська графіка до 1927 |
| -------- | -------- | --------- | ------------- | ------------------ | ------------------ | ------------------------ |
| A a      | А а      | [a]       | A a           | A a                | A a                | آ ع                      |
| B b      | Б б      | [b]       | B b           | B b                | B b                | ب                        |
| Ç ç      | Ч ч      | [ʧ]       | Ç ç           | C c                | C c                | چ                        |
| D d      | Д д      | [d]       | D d           | D d                | D d                | د                        |
| E e      | Е е      | [je], [e] | E e           | E e                | E e                | ٱ                        |
| Ä ä      | Ә ә      | [æ]       | Ä ä           | Ea ea              | Ә ә                | أ                        |
| F f      | Ф ф      | [ɸ]       | F f           | F f                | F f                | ف                        |
| G g      | Г г      | [g~ʁ]     | G g           | G g                | G g                | گ Ƣƣ                     |
| H h      | Х х      | [h~x]     | H h           | H h                | H/X h/x            | خ                        |
| I i      | И и      | [i]       | I i           | I i                | I i                | ى                        |
| J j      | Җ җ      | [ʤ]       | J j           | J j                | Ç ç                | ج                        |
| Ž ž      | Ж ж      | [ʒ]       | £ ɾ           | Jh jh              | Ƶ ƶ                | ژ                        |
| K k      | К к      | [k~q]     | K k           | K k                | K/Q k/q            | ک ق                      |
| L l      | Л л      | [l]       | L l           | L l                | L l                | ل                        |
| M m      | М м      | [m]       | M m           | M m                | M m                | م                        |
| N n      | Н н      | [n]       | N n           | N n                | N n                | ن                        |
| Ň ň      | Ң ң      | [ŋ]       | Ñ ñ           | Ng ng              | Ŋ ŋ                | ڭ                        |
| O o      | О о      | [o]       | O o           | O o                | O o                | او                       |
| Ö ö      | Ө ө      | [ø]       | Ö ö           | Q q                | Ө ө                | اۇ                       |
| P p      | П п      | [p]       | P p           | P p                | P p                | پ                        |
| R r      | Р р      | [r]       | R r           | R r                | R r                | ر                        |
| S s      | С с      | [θ]       | S s           | S s                | S s                | ث س ص                    |
| Ş ş      | Ш ш      | [ʃ]       | $ ¢           | Sh sh              | Ş ş                | ش                        |
| T t      | Т т      | [t]       | T t           | T t                | T t                | ط ت                      |
| U u      | У у      | [u]       | U u           | U u                | U u                | او                       |
| Ü ü      | Ү ү      | [y]       | Ü ü           | V v                | Y y                | اۇ                       |
| W w      | В в      | [β]       | W w           | W w                | V v                | و                        |
| Y y      | Ы ы      | [ɯ]       | Y y           | X x                | ى                  | -                        |
| Ý ý      | Й й      | [j]       | Ұ ÿ           | Y y                | J j                | ﻳ                        |
| Z z      | З з      | [ð]       | Z z           | Z z                | Z z                | ظ ض ذ ز                  |

## Дивись також
- Туркменська мова